# Dragon Ball Z Budokai HD Collection
Dragon Ball Z Budokai HD Collection es una recopilación remasterizada que contiene los títulos Dragon Ball Z Budokai y Dragon Ball Z Budokai 3 que aparecieron originalmente en PlayStation 2 en los años 2002 y 2004, respectivamente. Este recopilatorio está disponible para las consolas PlayStation 3 y Xbox 360, con los dos juegos remasterizados en alta definición a 720p y soporte para logros y trofeos. 
Fue puesto a la venta el 1 de noviembre de 2012 en Australia, el 2 de noviembre de 2012 en Europa, y el 6 de noviembre de 2012 en América del Norte.

## Producción
Dragon Ball Z Budokai HD Collection fue anunciado el 5 de julio de 2012 por parte de Namco Bandai. Se confirmó que el estudio de desarrollo de los juegos originales, Dimps, no se haría cargo de la conversión en alta definición, trabajo que sería llevado a cabo por la desarrolladora Pyramid. También se anunció que la compilación sólo incluiría el primer y el tercer juego de la trilogía. Cuando se les preguntó a Namco Bandai acerca de la decisión de omitir Dragon Ball Z Budokai 2 declararon que "Cuando miras estos tres juegos, el primero y el tercero son juegos de lucha más puros (...) "Budokai 2 es un juego de lucha, pero también introduce otros elementos jugables que rompen un poco con los aspectos habituales del género (...) Cuando decidimos qué juegos incluir, obviamente a los fanes les encantan los títulos que son diferentes, pero apostamos por no incluirlo en el recopilatorio porque el primer juego de la serie estableció y definió las bases de la saga Budokai, mientras que el tercero fue la resolución final de la misma".
Por otro lado, toda la banda sonora de ambos juegos fue reemplazada por la de los juegos Dragon Ball Z: Budokai Tenkaichi y Dragon Ball: Raging Blast debido a que el compositor de los juegos originales, Kenji Yamamoto, tuvo antecedentes por plagiar músicas y canciones de grupos internacionales.

## Contenido

### Dragon Ball Z Budokai
Dragon Ball Z: Budokai es el primer juego de la serie Budokai. Fue lanzado originalmente para la consola PlayStation 2, pero contó también con una versión mejorada para GameCube casi un año luego de su lanzamiento inicial. El juego incluye 23 personajes extraídos de la mayoría de las sagas de Dragon Ball Z, desde la llegada de Raditz hasta la muerte de Cell a manos de Son Gohan.

### Dragon Ball Z Budokai 3
Dragon Ball Z: Budokai 3 fue lanzado originalmente para la consola Playstation 2. Es el tercer y último juego de la serie Budokai. Incluye siete modos de juego y nuevas características como la habilidad de tele trasportarse, chocar ataques y una renovación en los combos de los personajes. Además incorpora unos gráficos Cel shading de mayor calidad, y los combates se desarrollan a una velocidad más elevada.